# Hercostomus tadzhikorum
Hercostomus tadzhikorum är en tvåvingeart som beskrevs av Stackelberg 1934. Hercostomus tadzhikorum ingår i släktet Hercostomus och familjen styltflugor. Inga underarter finns listade i Catalogue of Life.